# John Podesta
John David Podesta, född 15 januari 1949 i Chicago, är en amerikansk jurist, statstjänsteman och politisk aktivist. Han är verkställande direktör för tankesmedjan Center for American Progress och gästande professor vid Georgetown University Law Center. Podesta var Vita husets stabschef under USA:s president Bill Clinton 1998-2001.

## Biografi
Podesta har arbetarklassbakgrund. Fadern var en fabriksarbetare av italiensk härkomst. Modern Mary Podesta, känd som "Mama Podesta", var känd för sin matlagning på olika Demokratiska partiets tillställningar i Washington, D.C. under en lång tid. Hon var av grekisk härkomst, var länge hemmafru och sedan avdelningschef på Bankers Life and Casualty Co. i Chicago innan hon flyttade till Washington.
Podesta avlade 1971 grundexamen vid Knox College i Galesburg, Illinois. Han tog sedan juristexamen vid Georgetown University Law Center och inledde 1976 sin karriär som advokat. Tillsammans med brodern Tony Podesta grundade han 1988 public relations-firman Podesta Associates (numera Podesta Group).
Innan Podesta blev Clintons stabschef, var han biträdande stabschef och stabsekreterare (Staff Secretary). Podesta var Clintons fjärde och sista stabschef. Under sin tid i Vita Huset blev Podesta en av arkitekterna bakom Executive Order 12958 som syftade till att ta bort hemligstämpeln på miljontals historiska dokument från tidigare amerikanska administrationers diplomati och säkerhetstjänst.
Podesta grundade 2003 den progressiva tankesmedjan Center for American Progress.
Podesta vill att hemligstämpeln tas bort på äldre dokument om UFO-observationer. Han har även skrivit förordet till en bok av Leslie Kean med titeln "UFOs- Generals, Pilots, and Government Officials Go On The Record" som beskriver militär personals UFO-rapporter.

## Hackad e-post
Inför presidentvalet 2016 var Podesta Hillary Clintons kampanjchef. Den 7 oktober 2016 började Wikileaks publicera tusentals e-postmeddelanden som påstods komma från Podestas privata Gmail-konto, av vilka en del innehöll kontroversiellt material om Clintons politiska positioner och kampanjstrategi. Podesta och Clinton ville varken bekräfta eller förneka om meddelandena var äkta. Enligt ett expertutlåtande hade en rysk hacker-grupp lyckats komma åt Podestas konto. Podesta sade att ryska underrättelsetjänsten låg bakom intrånget och att avsikten var att försöka påverka presidentvalet till förmån för Donald Trump.
USA:s underrättelsetjänst gjorde ett uttalande som direkt anklagade ryska underrättelsetjänsten för inblandning. Vicepresident Joe Biden sade till NBC News att USA planerade en "hemlig" cyber-operation mot Ryssland som svar på ryssarnas verksamhet.
Vladimir Putin svarade att anklagelserna om rysk inblandning var falska och bara ett försök att "avleda det amerikanska folkets uppmärksamhet från det som hackarna avslöjade."